# Intersexuální vlajka

Intersexuální vlajka

Intersexuální vlajka je hlavním symbolem intersexuálních osob a intersexuální komunity.

## Historie
Vlajka byla vytvořena v červenci 2013 Morganem Carpenterem, členem australské organizace Intersex International Australia. Je jednou z podvlajek hlavní duhové vlajky užívané souhrnně pro širší LGBT komunitu.

## Design
Vlajku tvoří purpurový kruh na žlutém pozadí. Žlutá barva zde symbolizuje lidi, kteří nespadají ani do jednoho ze základních pohlaví: androgyny (lidé, kteří se identifikují mezi mužským a ženským pohlavím), demigendery (jedinci, kteří se cítí být více pohlavími současně), agendery (lidé, kteří se necítí být ani jedním pohlavím) a další. Sám autor o vlajce řekl: „Kruh je neporušený, nekonečný, symbolizuje celistvost a úplnost a naše potenciály. Symbolizuje právo být těmi, kým chceme být, právo na tělesnou autonomii a integritu genitálií.“

## Používání

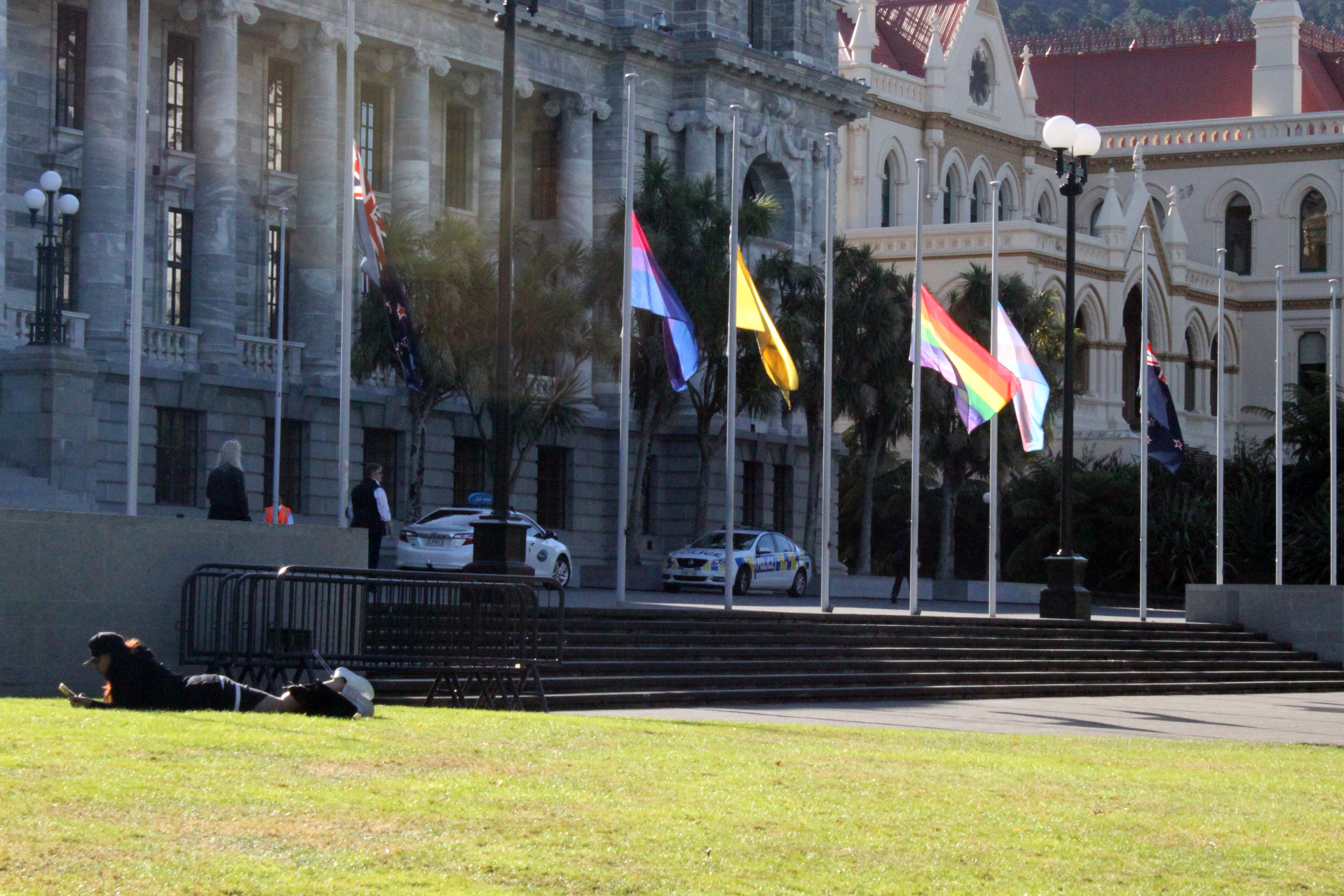
Novozélandský parlament v květnu 2018

Organizace, k níž autor vlajky patřil, ji ponechala volně dostupnou „pro použití jakoukoli intersexuální osobou nebo organizací, která ji chce používat,“ za podmínky, že vlajka bude použita k věci nesoucí se v duchu intersexuální komunity a bude potvrzovat lidská práva jejích členů. Vlajka byla využita řadou médií a organizací angažujících se v oblasti lidských práv.
V květnu 2018 se Nový Zéland stal první zemí, která vyvěsila intersexuální vlajku před budovou národního parlamentu.